# Fi3 Hydrae
Fi3 Hydrae (φ3 Hydrae, förkortat Fi3 Hya, φ3 Hya) är en dubbelstjärna belägen i den mellersta delen av stjärnbilden Vattenormen. Den hade ursprungligen Flamsteedbeteckningen 2 Crateris innan den placerades i stjärnbilden Vattenormen. Den har en skenbar magnitud på 4,90 och är synlig för blotta ögat där ljusföroreningar ej förekommer. Baserat på parallaxmätning inom Hipparcosuppdraget på ca 15,5 mas, beräknas den befinna sig på ett avstånd på ca 211 ljusår (ca 65 parsek) från solen. 

## Egenskaper
Primärstjärnan Fi3 Hydrae A är en gul till orange jättestjärna av spektralklass G8 III. Den genererar energi genom fusion av helium i sin kärna. Stjärnan har en beräknad massa som är omkring dubbelt så stor som solens massa, en radie som är ca 9 gånger större än solens och utsänder från dess fotosfär ca 48 gånger mera energi än solen vid en effektiv temperatur av ca 5 000 K.
Fi3 Hydrae är ett enkelsidig spektroskopisk dubbelstjärna med en omloppsperiod på ca 1 200 dygn och en excentricitet på 0,1.